# Dorfkirche Schlepzig

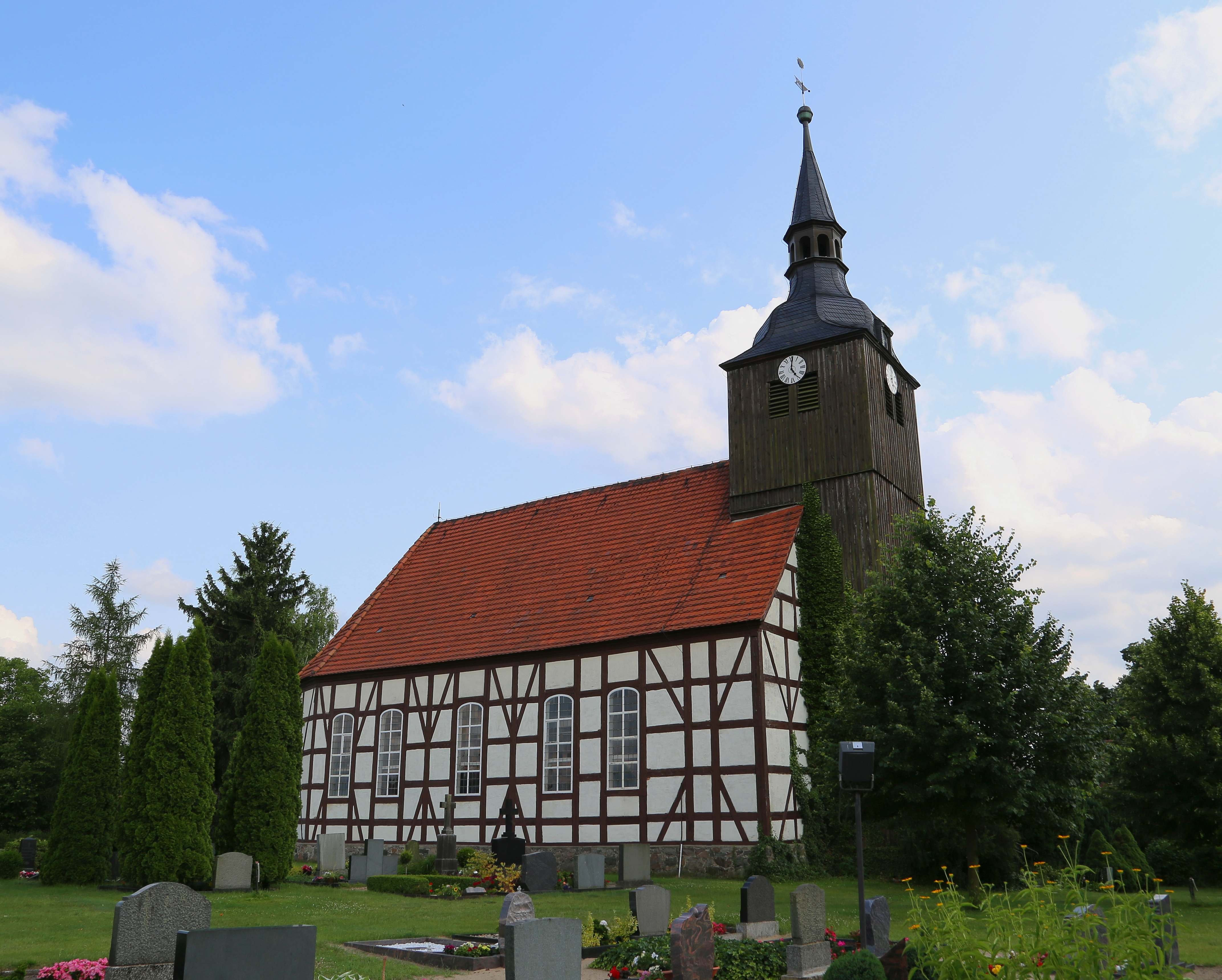
Dorfkirche Schlepzig (2013)

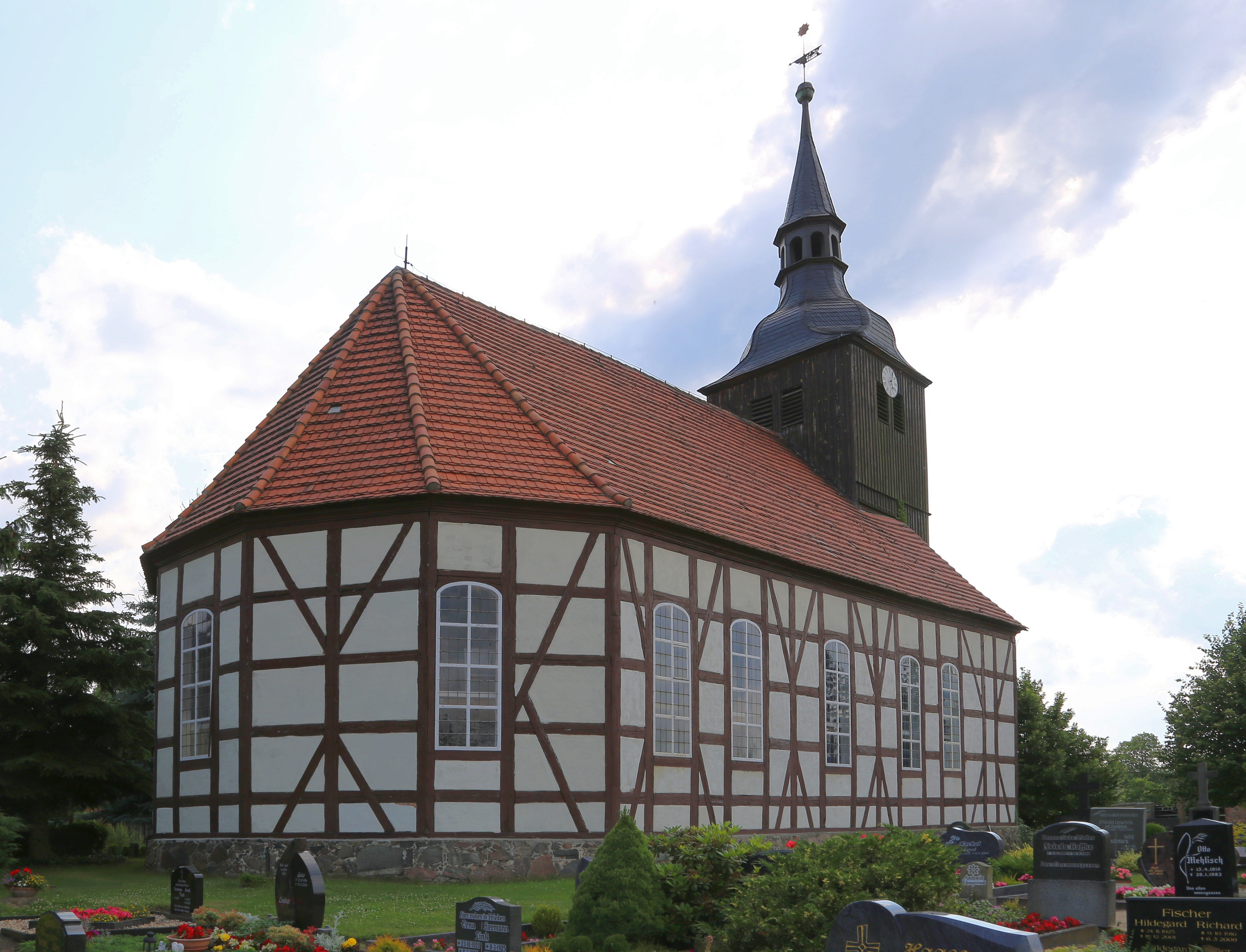
Ansicht von Nordosten (2013)

Die Dorfkirche Schlepzig ist die evangelische Kirche des im Spreewald gelegenen Dorfes Schlepzig. Die Kirche gehört der Kirchengemeinde Schlepzig im Kirchenkreis Niederlausitz der Evangelischen Kirche Berlin-Brandenburg-schlesische Oberlausitz.

## Geschichte

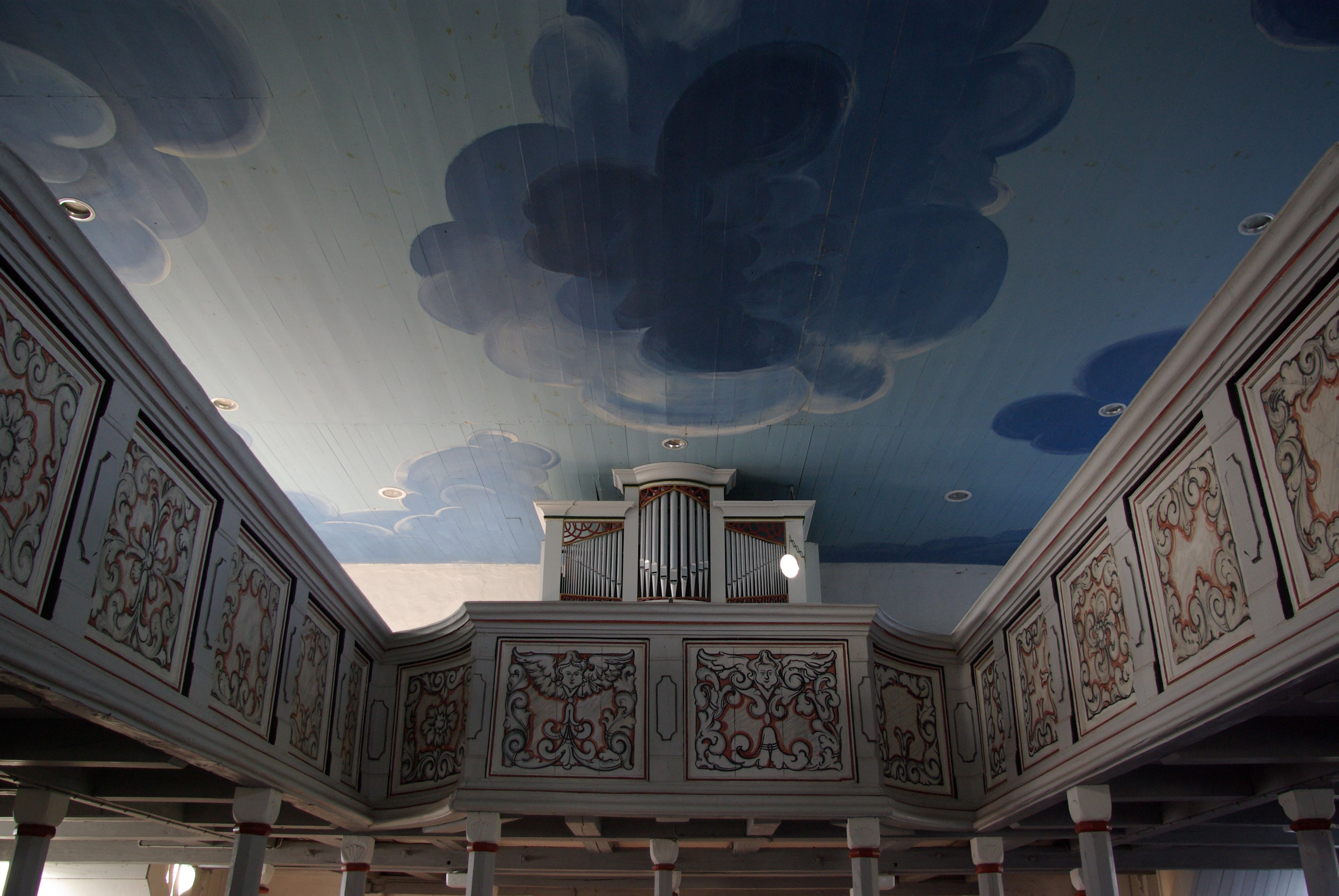
Blick auf die Orgel und die Deckenbemalung (2009)

Die Einweihung der Kirche erfolgte im Jahr 1782. Ein Vorgängerbau war zuvor 1769 abgebrannt. Errichtet wurde die Kirche in Fachwerkbauweise auf einem rechteckigen Grundriss. An der westlichen Seite der Kirche befindet sich der mit vertikalen Brettern verkleidete Kirchturm. Der Standort der Kirche befindet sich etwas erhöht, und damit besser vor Hochwasser geschützt, auf einem Sandhügel, der etwas Abseits des historischen Dorfkerns liegt.
Im Inneren der Kirche fällt die ungewöhnliche Bemalung der Decke mit einem Wolkenhimmel auf. Eine solche Bemalung wurde bereits im Jahr 1783 durch den Lübbener Malermeister Lehmann geschaffen. In den Jahren 1980 und 1981 bemalten Kunststudenten anhand noch erkennbarer Reste der alten Bemalung die Decke wiederum mit einem Wolkenhimmel.
1991 wurde die Außenfassade erneuert. In den Jahren 1993 und 1994 folgte die Restaurierung des Turms.

## Ausstattung
In der Kirche befindet sich ein 1843 gestalteter Kanzelaltar. In der Predella befindet sich eine Darstellung des Abendmahls, welche noch aus dem Vorgängerbau stammt. Am oberen Ende des Altars befindet sich ein Auge Gottes. Rechts vom Altar befindet sich eine 1921 von der Berliner Künstlerin Stort angefertigte Kopie eines die Kreuzigung Jesu darstellenden Bildes des niederländischen Malers Dierick Bouts.
Ein aus Messing gefertigter Leuchter geht auf ein Geschenk einer einheimischen Familie anlässlich des im Jahr 1932 begangenen 150. Jahrestages der Einweihung der Kirche.
Im Jahre 1812 erhielt die Kirche ihre erste Orgel. Die heute im Gebäude befindliche Orgel stammt aus dem Jahr 1910 und wurde vom Orgelbaumeister Wilhelm Sauer aus Frankfurt (Oder) geschaffen und 1996 restauriert.